# Dicliptera danielii
Dicliptera danielii är en akantusväxtart som beskrevs av Emery Clarence Leonard. Dicliptera danielii ingår i släktet Dicliptera och familjen akantusväxter. Inga underarter finns listade i Catalogue of Life.